# Gurley (Nebraska)
Gurley je selo u američkoj saveznoj državi Nebraska. Prema popisu stanovništva iz 2010. u njemu je živjelo 214 stanovnika.